# Торилон рогатий
Торило́н рогатий (Anairetes reguloides) — вид горобцеподібних птахів родини тиранових (Tyrannidae). Мешкає в Перу і Чилі.

## Опис
Довжина птаха становить 11,5 см. У самців верхня частина тіла чорна, сильно поцяткована білими смугами. На голові помітний роздвоєний чуб, спереду чорний, позаду білий. На хвості білі плями, крайні стернові пера з боків білі. Голова чорнувата, на горлі нечіткі білі плям. Нижня частина тіла білувата, груди і боки сильно поцятковані чорними смугами. Дзьоб тілесного кольору, знизу і біля основи блідіший. У самиць чуб менший, наж у самців, спина і крила у них бурі, поцятковані світло-коричневими смугами, на голові нечіті білі плями, під очима білі напівкільця. У молодих птахів спина темно-коричнева, поцяткована рудими смугами, на обличчі охристі смуги, темні смуги на нижній частині тіла менш виражені.

## Підвиди
Виділяють два підвиди:
- A. r. albiventris (Chapman, 1924) — захід Перу (від Анкаша до Іки і заходу Аякучо);
- A. r. reguloides (d'Orbigny & Lafresnaye, 1837) — південний захід Перу (на південь від Аякучо) і північ Чилі (Аріка).

## Поширення і екологія
Рогаті торилони мешкають в сухих прибережних районах на заході Перу і півночі Чилі. Вони живуть у вологих і високогірних чагарникових заростях та в галерейних лісах, на висоті до 3500 м над рівнем моря.